# لي لي (لاعبة كرة الريشة)
لي لي (بالصينية: 李理؛ بالإنجليزية: Li Li) هي لاعبة كرة الريشة سنغافورية وصينية، ولدت في 7 يوليو 1983 في الصين.

## وصلات خارجية
- لي لي على موقع BWF.tournamentsoftware.com (الإنجليزية)
- لي لي على موقع BWFbadminton.com (الإنجليزية)
- لي لي على موقع اللجنة الأولمبية الدولية (الإنجليزية)
- لي لي على موقع أوليمبيديا (الإنجليزية)
- لي لي على موقع اتحاد ألعاب الكومنولث (مؤرشف) (الإنجليزية)